# Hammerheads de Wilmington
Maillots
Dernière mise à jour : 4 juillet 2013.
Les Hammerheads de Wilmington (en anglais : Wilmington Hammerheads) sont une équipe de soccer (football) basée à Wilmington en Caroline du Nord aux États-Unis, fondée en 1996 et dissoute en 2017.
L'équipe est entraînée par David Irving depuis 1998 et joue dans la même division que leurs rivaux régionaux, Charleston, Charlotte, Orlando et Richmond. La franchise de Caroline du Nord évolue au Legion Stadium. L'organisation Hammerheads vise à apporter de la qualité et un divertissement familiale à Wilmington et aux communautés environnantes. Les Hammerheads ont souvent affronté des franchises de Major League Soccer telles que D.C. United, les New York Red Bulls mais aussi des équipes de Premier League comme Sunderland. La franchise a aussi eu du succès au niveau national, remportant en 2003 le USL Pro League et battant des équipes de MLS lors des Lamar Hunt Cup 2003 et 2009.

## Histoire
En 1996 est créé la première équipe sportive professionnelle à Wilmington, les Wilmington Hammerheads. Fondée par Al Pastore, l'équipe intègre l'USISL cette même année. Après 7 victoires et 8 défaites lors de la saison régulière, les Hammerheads s'inclinent en demi-finale des playoffs. Lors de la deuxième saison, ils ont un passage à vide et malgré un bilan de 9 victoires et autant de défaites dans le nouveau championnat, baptisé D3 Pro League, ils échouent et n'atteignent pas les playoffs. L'encadrement et la direction changent en mars 1998 lorsque Bill Rudisill, Bruce Cavenaugh, Dale Boyd et David Schroeder prennent les rênes du club. L'équipe finit 5e de la South Atlantic Division de la D3 Pro League avec 8 victoires pour 10 défaites.
1999 marque un tournant pour la franchise avec l'arrivée de David Irving, le transfert du club au Legion Stadium et un début de saison très convaincant (12 victoires en autant de matchs) pour finalement terminer avec un bilan de 14 victoires et 4 défaites et une défaite en finale de conférence. Les Hammerheads accueillent, en 2000, la Coupe des États-Unis de soccer pour la première fois avec notamment un match à domicile face aux New York/New Jersey Metrostars (aujourd'hui New York Red Bulls), alors équipe de Major League Soccer, devant 5500 personnes. Les Hammerheads perdent 2-1 et le club finit sa saison régulière avec 13 victoires, 4 défaites et un match nul, échouant en quart de finale de conférence. À la suite des rénovations du Legion Stadium, la franchise joue ses matchs à l'UNCW et termine sa saison en position de leader de la Southern Conference (11 victoires, 7 défaites) mais échoue de nouveau en finale de conférence. En 2002, l'équipe de Wilmington s'incline devant les Long Island Rough Riders dans un match retransmis dans l'ensemble du pays dans le cadre d'une rencontre de National Championship au Legion Stadium. Ils finissent la saison régulière avec un bilan de 14 victoires, 4 défaites et 2 matchs nuls, atteignant la finale des playoffs.
2003 est enfin l'année du sacre pour le club en remportant le championnat USL Pro League avec 11 victoires, 6 défaites et 3 matchs nuls. L'équipe atteint également les quarts de finale de l'Open Cup, échouant devant D.C. United, franchise de Major League Soccer. En 2004, le club accueille pour la première une équipe étrangère : Sunderland AFC, équipe de Premier League. En championnat, l'équipe termine au premier tour des playoffs après 10 victoires, 7 défaites et 4 nuls en saison régulière. 2005 est l'année de la célébration des 10 ans de l'organisation avec une saison toujours bien remplie (13 victoires, 7 défaites et 2 nuls) et une demi-finale de playoffs dans la division renommée USL Second Division. Les Hammerheads affrontent à domicile les New York Red Bulls de MLS en 2006 lors du quatrième tour de l'Open Cup. C'est une défaite 3-1 qui arrête les joueurs de Wilmington dans leur parcours en coupe alors qu'en saison régulière, le bilan est très mauvais avec 4 victoires, 7 défaites et 9 matchs nuls, manquant les playoffs pour la première fois depuis 1997. Le bilan est exactement le même en 2007 et, en 2008, le club n'atteint, une fois encore pas les playoffs.
Pour sa dernière saison d'existence en 2017, les Hammerheads deviennent une équipe amateur qui évolue en Premier Development League, la 4e division nord-américaine. 

## Personnalités du club

### Joueurs notables
- David Obua (2001)
- Leonid Krupnik (2003)
- Glenn Murray (2004)
- Jamie Watson (2009)

### Entraîneurs
- 1998- :  David Irving

## Saisons
| Saison | Division | Ligue                 | Saison régulière      | Playoffs                      | US Cup          |
| ------ | -------- | --------------------- | --------------------- | ----------------------------- | --------------- |
| 1996   | 3        | USISL Pro League      | 3e, South Atlantic    | Demi-finale                   | Non qualifié    |
| 1997   | 3        | USISL D-3 Pro League  | 5e, South Atlantic    | Non qualifié                  | 1er tour        |
| 1998   | 3        | USISL D-3 Pro League  | 6e, Atlantic          | Demi-finale de division       | Non qualifié    |
| 1999   | 3        | USL D-3 Pro League    | 2e, Atlantic          | Finale de Conference          | 2e tour         |
| 2000   | 3        | USL D-3 Pro League    | 2e, Southern          | Quart de finale de conférence | 2e tour         |
| 2001   | 3        | USL D-3 Pro League    | 1er, Southern         | Finale de conférence          | Non qualifié    |
| 2002   | 3        | USL D-3 Pro League    | 1er, Southern         | Finale                        | Non qualifié    |
| 2003   | 3        | USL Pro Soccer League | 2e, Southern          | Champion                      | Quart de finale |
| 2004   | 3        | USL Pro Soccer League | 2e, Southern          | Quart de finale               | 3e tour         |
| 2005   | 3        | USL D2                | 4e                    | Demi-finale                   | 3e tour         |
| 2006   | 3        | USL D2                | 8e                    | Non qualifié                  | 4e tour         |
| 2007   | 3        | USL D2                | 7e                    | Non qualifié                  | Non qualifié    |
| 2008   | 3        | USL D2                | 7e                    | Non qualifié                  | Non qualifié    |
| 2009   | 3        | USL D2                | 1er                   | Demi-finale                   | Quart de finale |
| 2010   |          | Pas de saison         | -                     | -                             | -               |
| 2011   | 3        | USL Pro               | 2e, American Division | Demi-finale de division       | 3e tour         |
| 2012   | 3        | USL Pro               | 5e                    | Finale                        | 3e tour         |
| 2013   | 3        | USL Pro               | En cours              | En cours                      | 3e tour         |

## Palmarès
- Champion de  USL Pro League en 2003.